# Минная стопа

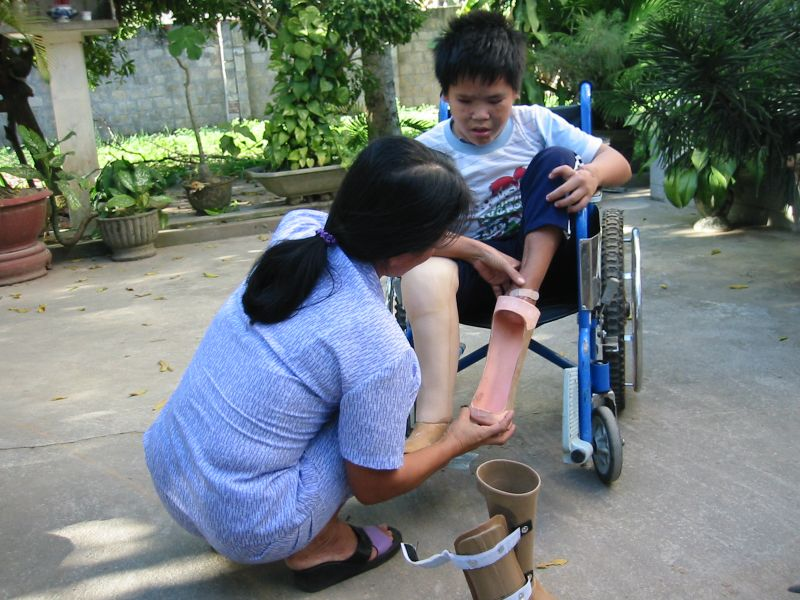
Пострадавший от взрыва мины на коляске

Минная стопа — медицинский термин, возникший во времена Великой Отечественной войны, который обозначал всю совокупность взрывных и осколочно-взрывных повреждений стопы человека, нанесённых ударной волной и поражающими элементами наземной мины.
В современных реалиях считается, что данное понятие не в состоянии отразить всё многообразие возможных взрывных повреждений и не позволяет дифференцировать качественно отличающиеся разновидности взрывных травм, что затрудняет выбор оптимальной тактики лечения.